# 国家重建军政府
国家重建军政府（西班牙語：Junta de Gobierno de Reconstrucción Nacional）是尼加拉瓜在1979年7月索摩查独裁政权倒台后建立的临时政府，存续至1985年1月桑地诺民族解放阵线领导人丹尼尔·奥尔特加就任总统。